# アニメ6区
『アニメ6区』（アニメろっく）は、静岡放送（SBSテレビ）で放送されていた深夜アニメの放送枠であり、2019年10月期に設置された。おもに深夜アニメ・UHFアニメといった、中学生・高校生・大学生から20代にかけての青少年向けの作品を放送している。
2023年4月期より『スーパーアニメ6区』に枠名を変更している。
本項では、枠名称制定前を含む静岡放送の深夜帯を中心とするアニメ番組全般について扱う。

## 放送形態
2025年7月期現在は水曜 2:00 - 2:30（火曜深夜）、木曜 2:00 - 2:30（水曜深夜）、金曜 2:00 - 2:30（木曜深夜）、日曜 2:18 - 2:48（土曜深夜）の計4枠編成されている。
また、TBS系列全28局ネットである木曜 23:56 - 翌 0:26（木曜深夜）の『TBSテレビ制作木曜23時56分枠のアニメ』枠（TBSテレビ制作）、金曜 0:26 - 0:56（木曜深夜）の『スーパーアニメイズムTURBO』枠（毎日放送制作）、日曜 16:30 - 17:00の『TBSテレビ制作日曜夕方4時30分枠のアニメ』枠（TBSテレビ制作）、日曜 17:00 - 17:30の『日5』枠（毎日放送制作）、日曜 23:30 - 翌 0:00の『アガルアニメ』枠（CBCテレビ制作）や、土曜 2:28 - 2:43（金曜深夜）のシークレット キャッチ!ティニピン、土曜 6:00 - 6:30のポケットモンスターが本局で放送されている。
アニメ6区は、基本的に水曜未明（火曜深夜）の編成がメインだったが、2020年7月期と2021年1月期は木曜未明（水曜深夜）に1本増枠し、3本体制で放送された。また、2022年7月期から10月期までは金曜未明（木曜深夜）に1本増枠し、3本体制で放送された。また、2023年1月期には火曜未明（月曜深夜）と金曜未明（木曜深夜）に1本ずつ増枠し、4本体制で放送された。
2023年4月期より『スーパーアニメ6区』に枠名を変更し、現在のような編成になった。
字幕放送は行っていない。
アバンタイトル前（番組開始時）にスーパーアニメ6区のジングルが流れる。

## 放送中
24時以降は、翌日未明とする。
| 番組名                           | 放送期間        | 放送時間    | 備考   |
| 水曜日                           | 水曜日          | 水曜日      | 水曜日 |
| -------------------------------- | --------------- | ----------- | ------ |
| Summer Pockets                   | 2025年4月9日 -  | 2:00 - 2:30 |        |
| 木曜日                           |                 |             |        |
| SAKAMOTO DAYS（第2クール）       | 2025年7月17日 - | 2:00 - 2:30 |        |
| 金曜日                           |                 |             |        |
| ゾンビランドサガ                 | 2025年7月4日 -  | 2:00 - 2:30 |        |
| 土曜日                           |                 |             |        |
| シークレット キャッチ!ティニピン | 2025年7月12日 - | 2:28 - 2:43 |        |
| 日曜日                           |                 |             |        |
| 怪獣8号（第2期）                 | 2025年7月13日 - | 2:18 - 2:48 |        |

## 放送終了
TBS系列全28局ネットで放送された作品については、TBSテレビ制作木曜23時56分枠のアニメ、スーパーアニメイズム→スーパーアニメイズムTURBO、TBSテレビ制作日曜夕方4時30分枠のアニメ、日5、アガルアニメを参照。

## 番組の移り変わり

### アニメ6区
| 放送期間      | 火曜未明 （月曜深夜）                       | 水曜未明（火曜深夜）                                    | 水曜未明（火曜深夜）                        | 木曜未明 （水曜深夜）                    | 金曜未明 （木曜深夜）                               |
| 放送期間      | 火曜未明 （月曜深夜）                       | 第1部                                                   | 第2部                                       | 木曜未明 （水曜深夜）                    | 金曜未明 （木曜深夜）                               |
| ------------- | ------------------------------------------- | ------------------------------------------------------- | ------------------------------------------- | ---------------------------------------- | --------------------------------------------------- |
| 2019年 10月期 | 出演なし                                    | 弱虫ペダル GRANDE ROAD                                  | 星合の空                                    | 出演なし                                 | 出演なし                                            |
| 2020年 1月期  | 出演なし                                    | 弱虫ペダル GRANDE ROAD                                  | ランウェイで笑って                          | 出演なし                                 | 出演なし                                            |
| 2020年 4月期  | 出演なし                                    | 波よ聞いてくれ                                          | 白猫プロジェクト ZERO CHRONICLE             | 出演なし                                 | 出演なし                                            |
| 2020年 7月期  | 出演なし                                    | かぐや様は告らせたい？ 〜天才たちの恋愛頭脳戦〜         | やはり俺の青春ラブコメは まちがっている。完 | 炎炎ノ消防隊 弐ノ章 （第1話 - 第14話）   | 出演なし                                            |
| 2020年 10月期 | 出演なし                                    | 炎炎ノ消防隊 弐ノ章 （第15話 - 第24話）                 | 池袋ウエストゲートパーク                    | 出演なし                                 | 出演なし                                            |
| 2021年 1月期  | 出演なし                                    | ゆるキャン△ SEASON2                                     | おそ松さん （第3期）                        | アルゴナビス from BanG Dream! （再放送） | 出演なし                                            |
| 2021年 4月期  | 出演なし                                    | 出演なし                                                | おそ松さん （第3期）                        | 出演なし                                 | 出演なし                                            |
| 2021年 7月期  | 出演なし                                    | D_CIDE TRAUMEREI THE ANIMATION                          | ぼくたちのリメイク                          | 出演なし                                 | 出演なし                                            |
| 2021年 10月期 | 出演なし                                    | 吸血鬼すぐ死ぬ                                          | SCARLET NEXUS （第1クール）                 | 出演なし                                 | 出演なし                                            |
| 2022年 1月期  | 出演なし                                    | SCARLET NEXUS （第2クール）                             | ゆるキャン△                                 | 出演なし                                 | 出演なし                                            |
| 2022年 4月期  | 出演なし                                    | ラブライブ! 虹ヶ咲学園 スクールアイドル同好会 （第2期） | 出演なし                                    | 出演なし                                 | 出演なし                                            |
| 2022年 7月期  | 出演なし                                    | ブッチギレ!                                             | 出演なし                                    | 出演なし                                 | 東京リベンジャーズ （8・3抗争編、血のハロウィン編） |
| 2022年 10月期 | 出演なし                                    | サマータイムレンダ                                      | 出演なし                                    | 出演なし                                 | 東京リベンジャーズ （8・3抗争編、血のハロウィン編） |
| 2023年 1月期  | ラブライブ!サンシャイン!! （第1期・再放送） | サマータイムレンダ                                      | 吸血鬼すぐ死ぬ2                             | 出演なし                                 | 東京リベンジャーズ （聖夜決戦編）                   |

### スーパーアニメ6区
| 放送期間      | 月曜未明 （日曜深夜） | 火曜未明 （月曜深夜）                 | 水曜未明（火曜深夜）                                     | 水曜未明（火曜深夜）          | 木曜未明（水曜深夜）                                      | 木曜未明（水曜深夜）             | 金曜未明 （木曜深夜）             | 日曜未明 （土曜深夜）                               |
| 放送期間      | 月曜未明 （日曜深夜） | 火曜未明 （月曜深夜）                 | 第1部                                                    | 第2部                         | 第1部                                                     | 第2部                            | 金曜未明 （木曜深夜）             | 日曜未明 （土曜深夜）                               |
| ------------- | --------------------- | ------------------------------------- | -------------------------------------------------------- | ----------------------------- | --------------------------------------------------------- | -------------------------------- | --------------------------------- | --------------------------------------------------- |
| 2023年 4月期  | 出演なし              | ワールドダイスター                    | マッシュル-MASHLE-                                       | 出演なし                      | 【推しの子】 （第1期）                                    | アリス・ギア・アイギス Expansion | 異世界はスマートフォンとともに。2 | 山田くんとLv999の恋をする                           |
| 2023年 7月期  | 出演なし              | 幻日のヨハネ -SUNSHINE in the MIRROR- | SYNDUALITY Noir （第1クール）                            | 出演なし                      | 夢見る男子は現実主義者                                    | 出演なし                         | BanG Dream! It's MyGO!!!!!        | おかしな転生                                        |
| 2023年 10月期 | 出演なし              | オーバーテイク!                       | 『ヒプノシスマイク -Division Rap Battle-』 Rhyme Anima + | 出演なし                      | MFゴースト 1st Season                                     | 鴨乃橋ロンの禁断推理 1st Season  | 東京リベンジャーズ （天竺編）     | 星屑テレパス                                        |
| 2024年 1月期  | 出演なし              | フェ〜レンザイ -神さまの日常-         | マッシュル-MASHLE- 神覚者候補選抜試験編                  | SYNDUALITY Noir （第2クール） | 30歳まで童貞だと 魔法使いになれるらしい                   | 出演なし                         | ダンジョン飯 （第1期）            | 出演なし                                            |
| 2024年 4月期  | 出演なし              | 出演なし                              | ゆるキャン△ SEASON3                                      | 出演なし                      | 怪獣8号 （第1期）                                         | 出演なし                         | ダンジョン飯 （第1期）            | HIGHSPEED Étoile                                    |
| 2024年 7月期  | 出演なし              | 出演なし                              | しかのこのこのここしたんたん                             | 出演なし                      | 【推しの子】 （第2期）                                    | 逃げ上手の若君 （第1期）         | 出演なし                          | 異世界ゆるり紀行 〜子育てしながら冒険者します〜     |
| 2024年 10月期 | 出演なし              | 鴨乃橋ロンの禁断推理 2nd Season       | MFゴースト 2nd Season                                    | 出演なし                      | Re:ゼロから始める異世界生活 3rd season（襲撃編 / 反撃編） | 出演なし                         | 出演なし                          | 夏目友人帳 漆                                       |
| 2025年 1月期  | 出演なし              | 出演なし                              | グリザイア： ファントムトリガー                          | 出演なし                      | Re:ゼロから始める異世界生活 3rd season（襲撃編 / 反撃編） | 出演なし                         | BanG Dream! Ave Mujica            | SAKAMOTO DAYS （第1クール）                         |
| 2025年 4月期  | 前橋ウィッチーズ      | 出演なし                              | Summer Pockets                                           | 出演なし                      | 炎炎ノ消防隊 参ノ章 （第1クール）                         | 出演なし                         | 出演なし                          | 没落予定の貴族だけど、 暇だったから魔法を極めてみた |
| 2025年 7月期  | 出演なし              | 出演なし                              | Summer Pockets                                           | 出演なし                      | SAKAMOTO DAYS （第2クール）                               | 出演なし                         | ゾンビランドサガ                  | 怪獣8号 （第2期）                                   |